# Pablo García (voetballer)
Pablo Gabriel García Pérez (Pando, Canelones, 11 mei 1977) is een voormalig Uruguayaans voetballer die onder contract stond bij onder meer het Griekse PAOK Saloniki. Hij beëindigde zijn loopbaan in 2014 bij Skoda Xanthi. Hij is nu trainer van PAOK.
García stond bekend om zijn harde fysieke spelbenadering en heeft de naam een grove speler te zijn. Zijn bijnaam is Canario (kanarie), dat terug wijst naar zijn geboortedepartement Canelones.

## Clubcarrière
Midden jaren negentig begon de profcarrière van Pablo García in Uruguay bij Montevideo Wanderers. Via Peñarol belandde hij bij het grote Spaanse Atlético Madrid. In de jaren daarna speelde hij nog voor de Europese topclubs AC Milan en Real Madrid. Bij geen van die drie grote clubs kon hij een vaste waarde worden. Dat lukte hem (al dan niet op huurbasis) bij de kleinere Spaanse clubs Osasuna, Celta Vigo en Real Murcia en het Italiaanse SSC Venezia wel.

## Interlandcarrière
Pablo Gabriel García speelde in totaal 66 officiële interlands (twee doelpunten) voor zijn vaderland Uruguay in de periode 1997-2007. Hij maakte zijn debuut op 13 december 1997 in de FIFA Confederations Cup-wedstrijd tegen de Verenigde Arabische Emiraten (2-0), net als Claudio Flores (Peñarol), Nicolás Olivera (Valencia CF) en Marcelo Zalayeta (Peñarol).

## Loopbaan als trainer
Na zijn actieve carrière werd García jeugdtrainer van PAOK. Met de U19 werd hij kampioen in de seizoenen 2017-2018, 2018-2019 en 2019-2020. De laatste twee seizoenen zelfs ongeslagen. Na het vertrek van Abel Ferreira naar Palmeiras werd hij vanuit de jeugd doorgeschoven naar de positie als hoofdtrainer van de club.

## Erelijst

### Club
- Primera División: Tweede plaats 2005-06
- Copa del Rey: Finalist

### Nationale team
- Wereldkampioenschap voetbal onder 20: Verliezend finalist 1997
- Copa América: Verliezend finalist 1999